# 雷恩·桑柏格
雷恩·迪伊·桑柏格（英語：Ryne Dee Sandberg，1959年9月18日—2025年7月28日），綽號「萊諾」，為前美國職棒大聯盟的二壘手，生涯曾效力過費城人與小熊兩隊。
桑柏格連續10年入選明星賽，並締造連續9年獲得金手套獎的記錄。他生涯守備率高達9成89，在他退休時是大聯盟二壘手史上最高。他在2005年入選名人堂，2013年到2015年間曾擔任費城人的總教練。

## 職業生涯

### 費城費城人
桑柏格在1981年9月登上大聯盟。整季他獲得6個打數，僅敲出一支安打。當時他還借用游擊手Larry Bowa的球棒，並成功擊出大聯盟首安。
當時費城人已有曼尼·崔歐和麥克·舒密特兩位金手套獎內野手坐鎮，因此桑柏格完全沒有上場空間。後來Bowa與費城人沒有談成合約，因此球隊最終將桑柏格和Larry Bowa交易到小熊，換來游擊手Iván DeJesús。這筆交易也被認為是一樁很不平等的交易案。

### 芝加哥小熊
加入小熊後，桑柏格擔任中外野手，後來又擔任三壘手。後來球隊簽下老將三壘手羅恩·塞伊，桑柏格才正式成為二壘手。1984年，他繳出3成14的打擊率，並敲出200支安打、19轟與84分打點。這年他的得分和三壘安打數都是國聯第一高，而他最終也成功拿下國聯MVP。
1984年6月23日，桑柏格打出生涯最精彩的一戰。紅雀在前2局很快攻下7分，不過小熊在6局下打下5分追到只剩下1分差。9局下，桑柏格成功敲出追平轟，幫助球隊打到延長賽。10局下，小熊在落後2分的情況下，桑柏格又一次敲出追平的2分砲。最後小熊在12局下敲出再見安打獲勝，桑柏格整場比賽敲出5支安打包含2轟，並帶有7分打點。
1985年，桑柏格的打擊率為3成05，並敲出26轟與83分打點，另外他上演生涯新高的54次盜壘成功。1990年，他敲出40轟成為國聯全壘打王。而他也是第三位單季擊出40轟的國聯二壘手，美聯更是一直等到2016年才由布萊恩·多傑爾達成。這年桑柏格的打擊率為3成06，他也成為第一位在生涯達成單季40轟與50盜的選手。此外，桑柏格這年還達成連續123場比賽守備0失誤的成就。而他不僅成功入選在芝加哥舉辦的明星賽，還拿下全壘打大賽冠軍。
1991年，桑柏格的打擊率為2成91，並敲出26轟與100分打點。他也連續9年拿下金手套獎，正式超越比爾·馬澤羅斯基成為國聯史上拿過最多金手套獎的二壘手。1992年3月2日，他和小熊隊簽下4年2840萬美元的合約，在當時寫下大聯盟史上最高薪紀錄。這年他不僅入選明星賽，還拿下銀棒獎。整季他的打擊率為3成04，並敲出26轟與87分打點。
1994年，桑柏格雖然平常就有開季慢熱的問題，但這年情況似乎更加嚴重。這季他的打擊率2成38為生涯新低，57場出賽僅敲出53支安打。6月13日，桑柏格第一次宣布退休。
1996年，桑柏格復出重返小熊，打到1997年球季結束後才又宣布退休。他生涯敲出277轟一度為國聯二壘手之最，後來被傑夫·肯特超越。

## 退休之後

2005年，小熊隊將桑柏格的26號球衣退休。

2005年8月28日，小熊隊將桑柏格的23號球衣永久退休。同年，他以76.2%的得票率入選名人堂。他也成為小熊隊史第四位獲得退休背號殊榮的選手，之後他還曾在小熊隊3A和2A球隊執教。

## 生涯打擊成績
| 出賽次數 | 打席 | 打數 | 得分 | 安打 | 二安 | 三安 | 全壘打 | 打點 | 盜壘 | 保送 | 三振 | 打擊率 | 上壘率 | 長打率 | OPS  |
| -------- | ---- | ---- | ---- | ---- | ---- | ---- | ------ | ---- | ---- | ---- | ---- | ------ | ------ | ------ | ---- |
| 2164     | 9282 | 8385 | 1318 | 2386 | 403  | 76   | 282    | 1061 | 344  | 761  | 1260 | .285   | .344   | .452   | .795 |

## 執教成績
數據截至2015年6月24日
| 球隊  | 開始年 | 結束年 | 例行賽戰績 | 例行賽戰績 | 例行賽戰績 | 季後賽戰績 | 季後賽戰績 | 季後賽戰績 |
| 球隊  | 開始年 | 結束年 | 勝         | 敗         | 勝率       | 勝         | 敗         | 勝率       |
| ----- | ------ | ------ | ---------- | ---------- | ---------- | ---------- | ---------- | ---------- |
| PHI   | 2013年 | 2015年 | 119        | 159        | .428       | -          | -          | -          |
| 總計  | 總計   | 總計   | 119        | 159        | .428       | 0          | 0          | –          |
| 備註: |        |        |            |            |            |            |            |            |

## 個人生活
桑柏格的姪子Jared也是一名大聯盟球員，他在2001年於坦帕灣魔鬼魚完成大聯盟初登場。

## 外部連結
- 球員資訊和成績在MLB ，ESPN ，Retrosheet ，Baseball Reference ，Baseball Reference (Minors) ，Fangraphs ，The Baseball Cube ，Baseball Almanac （英文）
- 雷恩·桑柏格在台灣棒球維基館上的頁面（繁體中文）

| 前任： Leon Durham 安德烈·道森 | 國聯單月最佳球員 1984年6月 1990年6月 | 繼任： 安德烈·道森 貝瑞·邦茲 |